# رؤية غير كاملة
«الرؤية غير الكاملة» هي عبارة تستخدم لوصف نوع محدد ومنتشر ومعقد من تضارب المصالح في أخلاقيات الإعلام، وخصوصًا بين أن يكون موضوعيًا وإخباريًا. وتشير العبارة إلى الصحافة والتحليل اللذين يضللان الجمهور عن طريق خلق الانطباع بأن الأطراف المعارضة لإحدى القضايا لديها أيضًا معلومات صحيحة وصادقة، حتى عندما تكون حقيقة ادعاءتهم متعارضة ويمكن إثباتها بسهولة.

## المعنى
إن الهدف النبيل لتقديم تقارير موضوعية وغير متحيزة («الحقائق فقط») يترك مسألة اتخاذ قرارات بشأن معنى وقيمة التقرير الإخباري للجمهور. ولكن، في بعض الأحيان تكون لحقائق قصة معينة مجموعة واحدة فقط من المعاني. وفي هذه الحالة، ينبغي أن يحدد الصحفي بوضوح الحقائق ذات الصلة بمجموعة المعاني هذه وغيرها مما يعتقد أنها غير ذات صلة.
إن الصحفي الذي يستثني معلومات ذات صلة بالوصول إلى المعنى من مجموعة الحقائق الصادقة يقع في كذب الحذف. وإذا كان لدى الجمهور كل المعلومات الناقصة، فسيصل إلى نتيجة مختلفة. وقد يفشل الصحفي الذي يسعى للموضوعية في استبعاد الادعاءات والمعتقدات الكاذبة الشائعة و/أو المنتشرة من مجموعة الحقائق الصادقة. والصحفي الذي فعل ذلك يكون قد قدم «رؤية غير كاملة». وهذا يؤذي الجمهور لأنه يجعله يتوصل إلى استنتاجات من مجموعة بيانات تتضمن احتمالات غير صحيحة. ويمكن أن يتسبب ذلك في حدوث ارتباك في حال عدم وجود رأي آخر. ويعد انتهاج مبدأ «الرؤية غير الكاملة» فعلاً سلبيًا. وهو نتيجة لما لا يفعله الصحفي. وقد يحدث مع تقديم التقارير غير المتقنة، وكذلك عند ممارسة الرقابة الذاتية النشطة على النقد المشروع. ومن خلال تقديم «رؤية غير كاملة» للعديد من الناس، فإن مجموعة المعلومات الحقيقية (مع التضمينات المغلوطة) تؤكد (ويعاد تأكيدها) بفعالية مرارًا وتكرارًا للجمهور. ويتسبب ذلك في اتخاذ مجموعات كبيرة من الناس قرارات سيئة.
ويستطيع الصحفي الذي يعلم أن مديريه أو المحطة أو الشبكة متحيزة ممارسة رقابة ذاتية على نفسه، وبالتالي يقدم «رؤية غير كاملة» كصحفي صادق يرغب في الحفاظ على وظيفته.
يمكن أن يقدم السياسيون المستفيدون من صحافة «الرؤية غير الكاملة» السيئة إمكانية الوصول إلى الصحفي السيئ المسؤول، وهكذا يُخرج الصحفيين الجيدين من المشهد؛ مما يؤدي إلى وجود جمهور مضلل وسياسة عامة سيئة تضر الجميع.